# Apikális hang
Apikális (latinul: apex 'csúcs' szóból) a nyelvheggyel képzett hangok neve a fonetikában. 
A beszédhangok e képzési sajátsága azt jelenti, hogy a nyelv hegye és valamely ellentett passzív képzőszerv (felső metszőfogak, fogíny, kemény szájpadlás) között jön létre a mássalhangzó zörejének előállítását szolgáló akadály (zár vagy szűkület). 
- zárhangok: d, t, n
- réshangok: z, l, s
- affrikáták: dz, ts

stb. lehetnek apikálisan képzettek. 
A nyelvhegy artikulációjával kapcsolatos még a kakuminális (felemelt) és retroflex (hátrahúzott) nyelvheggyel történő képzés.